# Narnala
Narnala ("Shahanur Fort") és una fortalesa india a Maharashtra formada per tres forts: Zafarabad (o Jafarabad) a l'est, Narnala al centre, i Teliagarh (o Teliyagarh) a l'oest. Està situada a la taluka d'Akot al districte d'Akola (a Berar), a 18 km d'Akot, al peu de les muntanyes Satpura, a una altura de 912 metres. Està ubicada dins la Melghat Tiger Reserve.
A la fortalesa en conjunt hi ha sis grans portes i 21 petites; un aqüeducte porta aigua a les fortificacions i darrere les muralles hi ha 19 dipòsits dels quals 4 sempre estan plens; la Jama Masjid, avui dia en ruïnes, portava una inscripció que data la construcció el 1509 per obra de Mahabat Khan, però avui dia perduda; una altra mesquita és atribuïda a Aurangzeb; altres edificis són el Baradari, la Sarrafkhana, l'arsenal i els estables d'elefants; hi ha també les ruïnes d'un palau construït per Raghuji Bhonsle; a Teliyagarh hi ha una mesquita petita. L'entrada principal és la de Shahnur feta de pedra blanca i molt decorada que per una inscripció se sap que fou construïda el 1486 en el regnat de Shahab al-Din Mahmud Shah Bahmani, del qual dona una genealogia descendents (però errònia).
Firishta esmenta la fortalesa i diu que fou arranjada pel sultà bahmànida Ahmad Shah Wali, quan va acampar a Ellichpur del 1425 al 1428. El 1437 quan Nasir Khan, sobirà farúquida de Khandesh va envair Berar, el Khan-i-Jahan, governador de la província, va romandre lleial al seu senyor el bahmànida Ala al-Din Ahmad II, i va quedar assetjat a la fortalesa pels invasors ajudats per nobles desafectes però va reeixir trencar el setge i reunir-se amb Khalaf Hasan abans de la seva victòria a Rohankhed. Burhan Imad Shah, el darrer dels reis bahmànides independents, va ser confinat a Narnala pel seu ministre Tufal Khan; el 1572 Murtaza Nizam Shah d'Ahmadnagar va assetjar la fortalesa i va capturar a Burhan i a Tufal Khan als que va fer matar. El 1597-1598 la fortalesa fou conquerida a Ahmanadgar per Sayyid Yusuf Khan Mashhadi i Shaykh Abul Faz, oficials d'Akbar el Gran. Sota l'emperador fou un sarkar de la suba de Berar. El maratha Parsoji Bhonsle la va ocupar el 1701 i va romandre en poder dels marathes fins al 1803 quan va passar als britànics.